# Radovče
Radovče (cyr. Радовче) – wieś w Czarnogórze, w gminie Podgorica. W 2003 roku liczyła 15 mieszkańców.